# ソリッドボンド
有限会社ソリッドボンドは日本の芸能事務所。一般社団法人 日本音楽制作者連盟（FMPJ）正会員。

## 概要
椎名林檎のデビューにあたり、当時東芝EMIの社員だった中島理智が同社を退社して設立した。

## 所属アーティスト

### respond
- sympathy

## 過去に所属していたアーティスト
- THEラブ人間[5]
- 椎名林檎
- テツコ[5]
- 未完成VS新世界[5]
- ぼくのりりっくのぼうよみ
- Lita
- 幸克哉
- 大橋ちっぽけ